# Turnu Ruieni

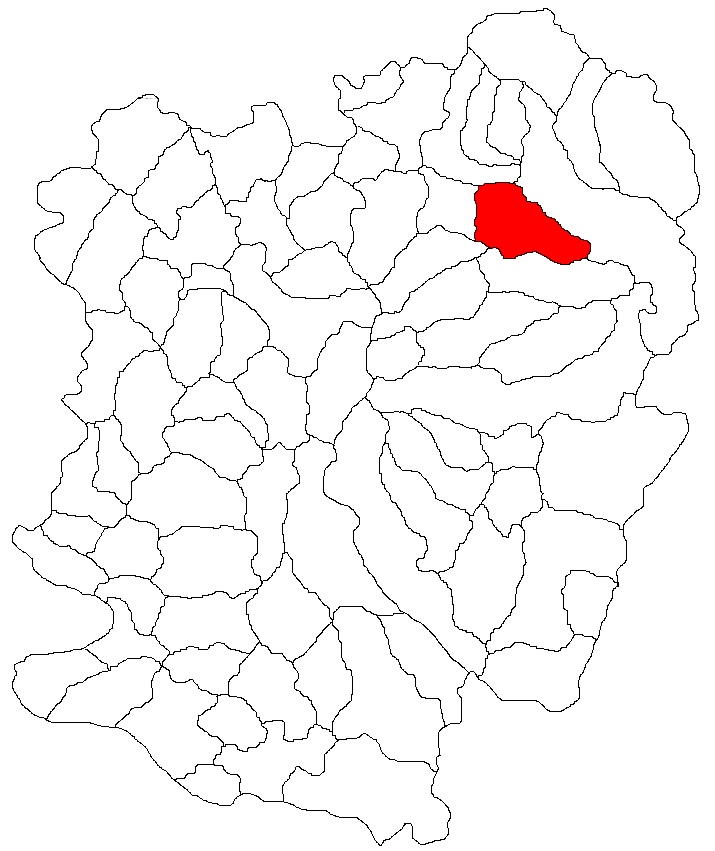
Lage der Gemeinde Turnu Ruieni im Kreis Caraș-Severin

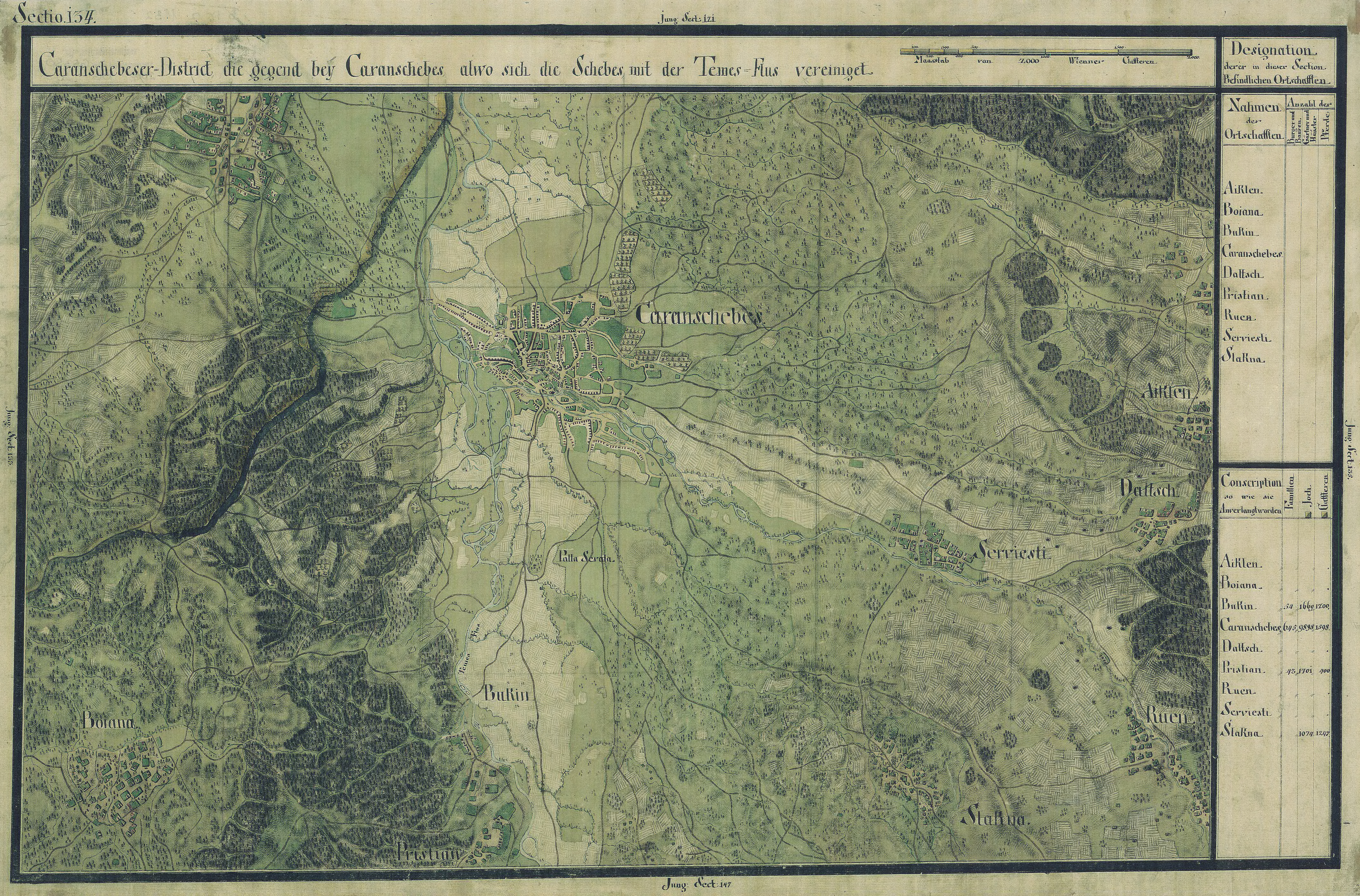
Turnu Ruieni auf der Josephinischen Landnahme

Turnu Ruieni (deutsch Ruen, ungarisch Sebesrom auch Sebestorony) ist eine Gemeinde im Kreis Caraș-Severin in der Region Banat in Rumänien. Zur Gemeinde Turnu Ruieni gehören auch die Dörfer Borlova, Cicleni, Dalci, Zervești und Zlagna.

## Geografische Lage
Turnu Ruieni liegt am Sebeș-Ufer, am Fuße des Bergmassivs Muntele-Mic, in 8 km Entfernung von Caransebeș, an der Kreisstraße DJ 608A.

## Nachbarorte
| Zervești   | Glimboca                                    | Măru           |
| Caransebeș | Kompassrose, die auf Nachbargemeinden zeigt | Poiana Mărului |
| Bolvașnița | Vărciorova                                  | Borlova        |

## Geschichte
Die Ortschaft entstand durch den Zusammenschluss der beiden Dörfer Turnu und Ruieni.
Das Dorf Turnu wurde 1462 erstmals urkundlich erwähnt. Der Name kommt von dem Turm des Ovid (Turnu=Turm), ein mittelalterlicher Turm auf dem Dorfareal, dessen Überreste heute noch zu sehen sind.
Ruieni tritt 1458 erstmals in den Urkunden mit dem ungarischen Ortsnamen Pokolfalu in Erscheinung. Ab dem 17. Jahrhundert erscheint der Ort unter der Bezeichnung Rien, dann Rüeni, Rujen, Ruyeni und Rejeni in den Zeitdokumenten.
Auf der Josephinischen Landaufnahme von 1717 ist der Ort Ruen eingetragen. Nach dem Frieden von Passarowitz (1718) war die Ortschaft Teil der Habsburger Krondomäne Temescher Banat. 
Der Vertrag von Trianon am 4. Juni 1920 hatte die Dreiteilung des Banats zur Folge, wodurch Turnu Ruieni an das Königreich Rumänien fiel.

## Bevölkerungsentwicklung
| 1880 | 4039 | 4025 | -  | 8  | 6             |
| 1910 | 4939 | 4895 | 17 | 14 | 13            |
| 1930 | 4780 | 4748 | 8  | 13 | 11            |
| 1977 | 4064 | 4005 | 9  | 1  | 49            |
| 2002 | 3663 | 3661 | -  | 1  | 1             |
| 2021 | 3131 | 2906 | -  | 2  | 224 (22 Roma) |

## Persönlichkeiten
- Trandafir Cocârlă (1929–1991), Politiker